# Клянусь, это не я!
«Клянусь, это не я!» (фр. C'est pas moi, je le jure!) — канадский драматический фильм, снятый под руководством Филиппа Фалардо в 2008 году. Сценарием послужил роман «Клянусь, это не я!».

## Сюжет
События фильма происходят в 1968 году. Леон Доре, казалось бы, обычный 10-летний паренёк, который ещё только начинает жить и должен радоваться жизни. Но это далеко не так. Он хулиган, воришка да к тому же и врун. Леон приносит немало хлопот окружающим, в том числе, и своей семье. В семье Леона отношения крайне напряжённые: отец с матерью постоянно ругаются и скандалят. После того, как мама Леона и его брата Жерома уезжает в Грецию, Леон готов на всё, чтобы справиться со своей болью. Он учится ещё лучше врать, хозяйничает в соседском доме, пока там никого нет, а также влюбляется в Лею — ровесницу Леона, которая, похоже, тоже влюблена в мальчика…

## В ролях
- Антуан Л’Экюйер — Леон Доре
- Катрин Фошер — Лея
- Сюзанн Клеман — Мадлен Доре
- Даниэль Бриер — Филипп Доре
- Габриэль Майе — Жером Доре
- Жюль Филип — мистер Марини
- Мишлин Бернар — миссис Брисбуа
- Жан Маё — епископ
- Катрин Пру-Леме — подруга Мадлен
- Бруно Марсиль — чемпион по боулингу

## Награды
- 2008: премия «Джини» за лучший монтаж
- 2009: номинация «лучший фильм» на франкоязычном кинофестивале в Ангулеме
- Хрустальный медведь Берлинского МКФ

- «Клянусь, это не я!» - детская драма Архивная копия от 19 апреля 2015 на Wayback Machine
- «Клянусь, это не я!» - честь Леона
- «Клянусь, это не я!» на сайте «Cinoche» Архивная копия от 23 сентября 2015 на Wayback Machine